# Saint-Lieux-Lafenasse
Saint-Lieux-Lafenasse (okzitanisch Sant Liuç e la Fenassa) ist eine Commune déléguée in der französischen Gemeinde Terre-de-Bancalié mit 445 Einwohnern (Stand: 1. Januar 2022) im Département Tarn in der Region Okzitanien.
Die Gemeinde Saint-Lieux-Lafenasse wurde am 1. Januar 2019 mit Saint-Antonin-de-Lacalm, Ronel, Roumégoux, Terre-Clapier und Le Travet zur Commune nouvelle Terre-de-Bancalié zusammengeschlossen. Sie hat seither den Status einer Commune déléguée. Die Gemeinde Saint-Lieux-Lafenasse gehörte zum Arrondissement Albi und war Teil des Kantons Le Haut Dadou.

## Geographie
Saint-Lieux-Lafenasse liegt etwa 22 Kilometer südsüdöstlich von Albi. Umgeben wurde die Gemeinde Saint-Lieux-Lafenasse von den Nachbargemeinden Roumégoux im Norden und Nordosten, Saint-Antonin-de-Lacalm im Osten, Montredon-Labessonnié im Süden und Südosten, Vénès im Südwesten, Réalmont im Westen sowie Ronel im Nordwesten.

## Bevölkerungsentwicklung
| Jahr                      | 1962 | 1968 | 1975 | 1982 | 1990 | 1999 | 2006 | 2013 |
| Einwohner                 | 487  | 497  | 392  | 348  | 362  | 399  | 424  | 448  |
| Quelle: Cassini und INSEE |      |      |      |      |      |      |      |      |

## Sehenswürdigkeiten
- Kirche